# 3D운전교실
3D운전교실은 대한민국에서 2016년 12월 4일에 출시된 학습용 모바일 게임이며, 운전면허를 소재로 제작하였다. 또 신 순환도로와 경부고속도로와 호남고속도로가 추가되기도 하였다. 플레이어는 트럭, 오토바이, 페라리, 부가티, 람보르기니 등 여러 자동차를 운전할 수 있다. 만일 운전 중 차가 구조물에 부딪힌다면 (파손 체크 시) 파손된다.

## 자동차의 기능
이 기능을 사용할 수 있는 차도 있지만, 사용할 수 없는 차도 있다.
- 자동차 문 열기/차량에서 내리기
- 차량 미끄럼 정도/색깔/핸들/높낮이 등 바꾸기
- 호버 모드
- 에어컨 모드
- 히터 모드
- 송풍 모드
- 내비게이션 모드
- DMB 모드
- 음악 모드
- 라디오 모드
- 시스템 설정 모드
- 뼈대만 보이기
- 총 모드 (3D운전교실2)
- 총 마지막 모드 (3D운전교실 시즌3)

## 등장 차량
- 현대 엑센트(4세대)
- 현대 포터
- 렉서스 ES(8세대)
- 현대 쏘나타(1세대)
- 기아 K9(20세대)
- 기아 K8(15세대)
- 기아 K7(1세대)
- 기아 K5(2세대)
- 현대 에어로시티
- 기아 모닝
- 부가티 시론
- 쉐보레 스파크
- 기아 스팅어
- 르노삼성 SM5
- 쌍용 체어맨
- 기아 모하비
- 람보르기니 아벤타도르
- 기아 카니발(4세대)
- 기아 레이(3세대)
- 람보르기니 센테나리오
- 아우디 R8
- 기아 K9(1세대)
- 페라리 FXX-K
- 페라리 라페라리
- 두카티 1098
- W 모터스 라이칸 하이퍼스포트
- 기아 쏘렌토(4세대)
- 람보르기니 베네노
- 람보르기니 베네노 로드스터
- 제네시스 G70
- 쉐보레 카마로
- 맥라렌 720S
- 람보르기니 시안
- 부가티 볼리드
- 렉서스 HS
- 테슬라 로드스터
- 르노 QM6
- 현대 N 비전 74
- 르노 SM6
- 포드 머스탱